# Паж, Женевьев
Женевьев Паж (фр. Geneviève Page; 13 декабря 1927, Париж — 14 февраля 2025, Париж) — французская актриса театра, кино и телевидения. Член жюри Каннского кинофестиваля 1964 года.

## Биография
Родилась в семье парижского коллекционера. Крёстная дочь Кристиана Диора. Обучалась в Высшей национальной консерватории драматического искусства.
Дебютировала на сцене Комеди Франсез.
В течение многих лет выступала на театральной сцене (Национальный народный театр, театр Одеон, Театр де Буфф дю Нор и другие). Её партнёром по сцене был Жерар Филип.
С середины 1950-х годов снималась в кино, сыграла роли в более, чем 50 итальянских, французских, британских и американских фильмах.
Была замужем за Жан-Клодом Бужаром с 1959 года. У них двое детей.
Паж умерла 14 февраля 2025 года в Париже в возрасте 97 лет.

## Избранная фильмография
- 1952 — Фанфан-тюльпан — маркиза де Помпадур (советский дубляж — Лариса Орданская)
- 1952 — Странное желание господина Барда — Доната
- 1956 — Михаил Строгов (Michel Strogoff) — Надя Фёдорова
- 1956 — Иностранная интрига — Данемор
- 1960 — Нескончаемая песня — Графиня Мари
- 1961 — Эль Сид — принцесса Уррака
- 1961 — Три комнаты на Манхэттене — Иоланда
- 1963 — День и час — Агат
- 1966 — Большой приз — Моник Дельво-Сарти
- 1966 — Нежный проходимец — Беатрис Дюмонсо
- 1967 — Дневная красавица — мадам Анаис
- 1968 — Майерлинг — графиня Лариш
- 1970 — Частная жизнь Шерлока Холмса — Габриэль Воладон
- 1979 — Холодные закуски — вдова Женевьева Леонар
- 1992 — Неизвестный в доме — сестра Лурсат
- 1999 — Любовники — Алиса

## Награды и премии
- В 1996 году была номинирована на премию Мольера (французский эквивалент премии «Тони»).
- Офицер ордена Почётного легиона (2013).
- Лауреат премии «Лучшая актриса-критик Юнион» (1980) за роль в «Горьких слезах Петры фон Кант» в Национальном театре Шайо в Париже.